# شمال شرق آسیا

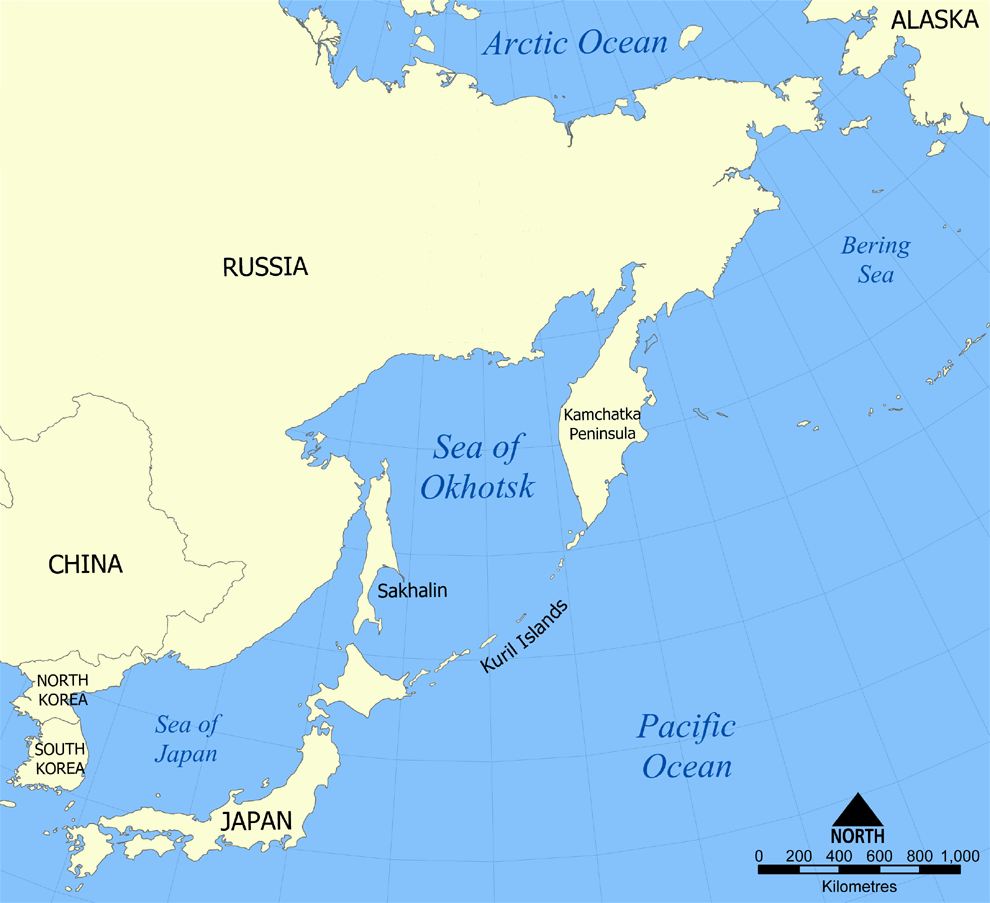
نقشهٔ بخش‌هایی از کشورها و سرزمین‌هایی که منطقهٔ شمال شرق آسیا را تشکیل می‌دهند.

شمال شرق آسیا یا آسیای شمال شرقی یک زیرمنطقهٔ جغرافیایی از آسیا است که خشکی‌ها و جزایر شمال شرقی آن توسط اقیانوس آرام محدود شده‌است.
اصطلاح شمال شرق آسیا در دههٔ ۱۹۳۰ توسط رابرت کرنر مورخ و دانشمند سیاسی آمریکایی رایج شد. طبق تعریف کرنر، «شمال شرق آسیا» شامل فلات مغولستان، دشت شمال شرقی چین، شبه‌جزیرهٔ کره، مجمع‌الجزایر ژاپن و مناطق کوهستانی خاور دور روسیه است که از رود لنا در غرب تا اقیانوس آرام در شرق امتداد دارد.

## تعریف

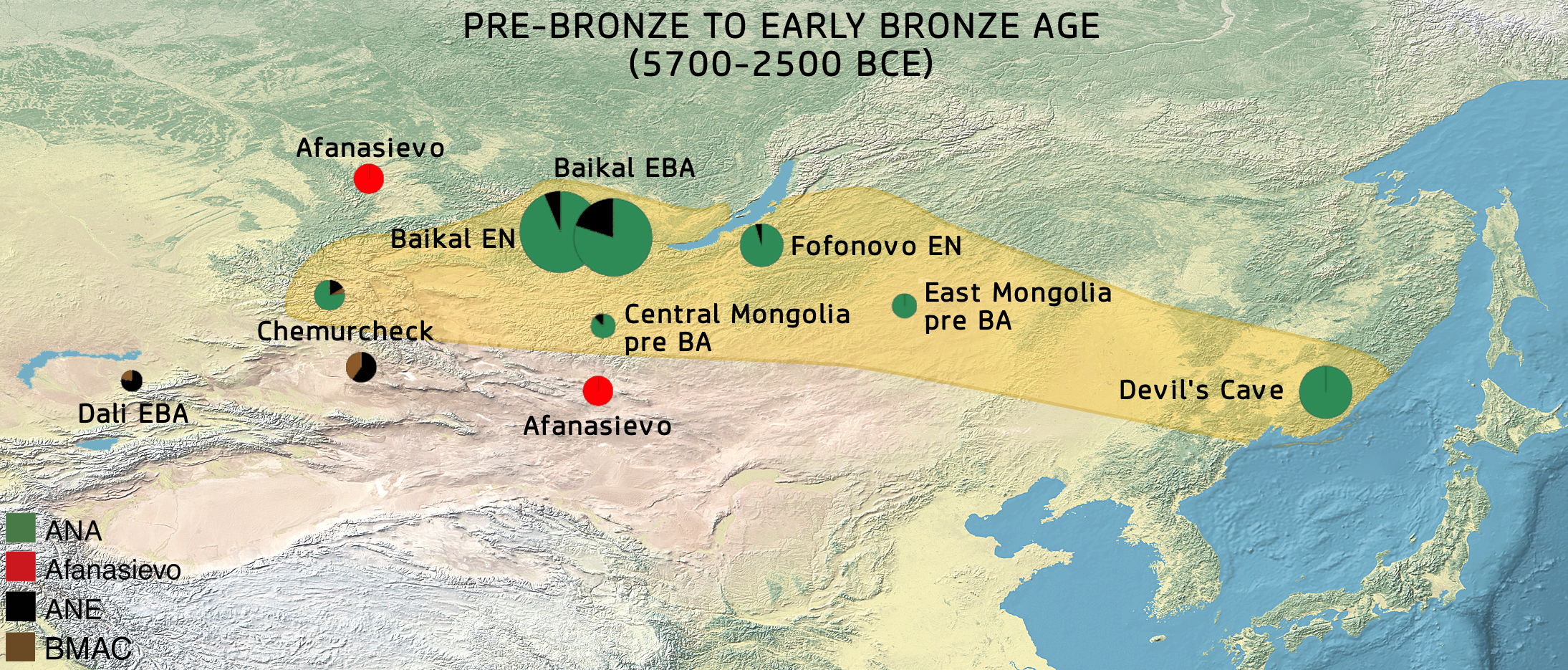
نقشه حکومت‌های باستانی در شمال شرق آسیا

تعریف شمال شرق آسیا ثابت نیست، اما اغلب با توجه به زمینه ای که در آن بحث می‌شود تغییر می‌کند.
در استفادهٔ رایج، اصطلاح آسیای شمال شرقی معمولاً به منطقه‌ای گفته می‌شود که شامل شمال شرقی چین (مغولستان داخلی و منچوری) است. سایر کشورها و سرزمین‌هایی که آسیای شمال شرقی را تشکیل می‌دهند، خاور دور روسیه از جمله دریای اختسک، مغولستان، ژاپن، کره شمالی و کره جنوبی هستند. مؤسسهٔ تحقیقات اقتصادی شمال شرق آسیا این منطقه را روسیه، مغولستان، ژاپن، کره و چین تعریف می‌کند.
از شهرهای برجستهٔ این ناحیه می‌توان به سئول، بوسان، اینچئون، پیونگ‌یانگ، توکیو، اوزاکا، کوبه، کیوتو، یوکوهاما، هیروشیما، ناکازاکی و اولان‌باتور اشاره کرد.

## اقتصاد

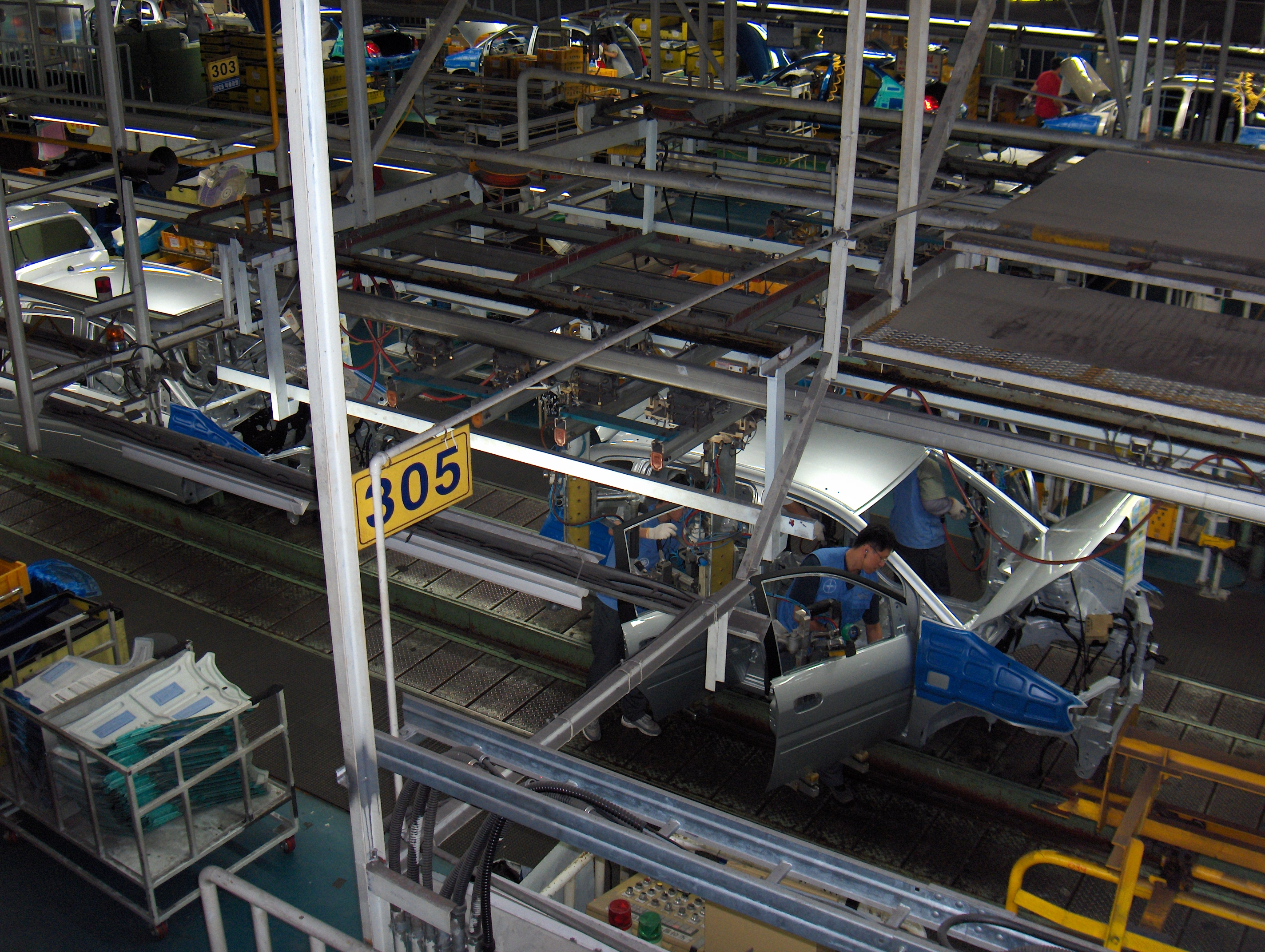
بزرگ‌ترین کارخانهٔ خودروسازی جهان در کرهٔ جنوبی

شمال شرق آسیا یکی از مهم‌ترین مناطق اقتصادی جهان است که ۲۵٫۳ درصد از تولید ناخالص داخلی اسمی جهان در سال ۲۰۱۹ را به خود اختصاص داده‌است که کمی بیشتر از ایالات متحده است. همچنین یکی از مراکز مهم سیاسی است و تأثیر قابل توجهی در امور بین‌المللی دارد. در پایان دههٔ ۱۹۹۰، شمال شرق آسیا با یک روند افزایشی قوی، سهمی معادل ۱۲ درصد از مصرف انرژی جهانی را داشت. پیش‌بینی می‌شود تا سال ۲۰۳۰ رشد اقتصادی عمدهٔ این منطقه دو یا سه برابر شود.

## جغرافیای زیستی
در جغرافیای زیستی، شمال شرق آسیا به‌طور کلی به منطقه‌ای گفته می‌شود که ژاپن، شبه‌جزیرهٔ کره، شمال شرقی چین و خاور دور روسیه بین دریاچه بایکال در جنوب سیبری و اقیانوس آرام را در بر می‌گیرد.
شمال شرق آسیا عمدتاً توسط جنگل‌های معتدل، تایگا و استپ اوراسیا پوشیده شده‌است، در حالی‌که توندرا در شمال دور منطقه یافت می‌شود. دمای تابستان و زمستان در این ناحیه بسیار متغیر هستند.

## نگارخانه

تهاجم شوروی به منچوری
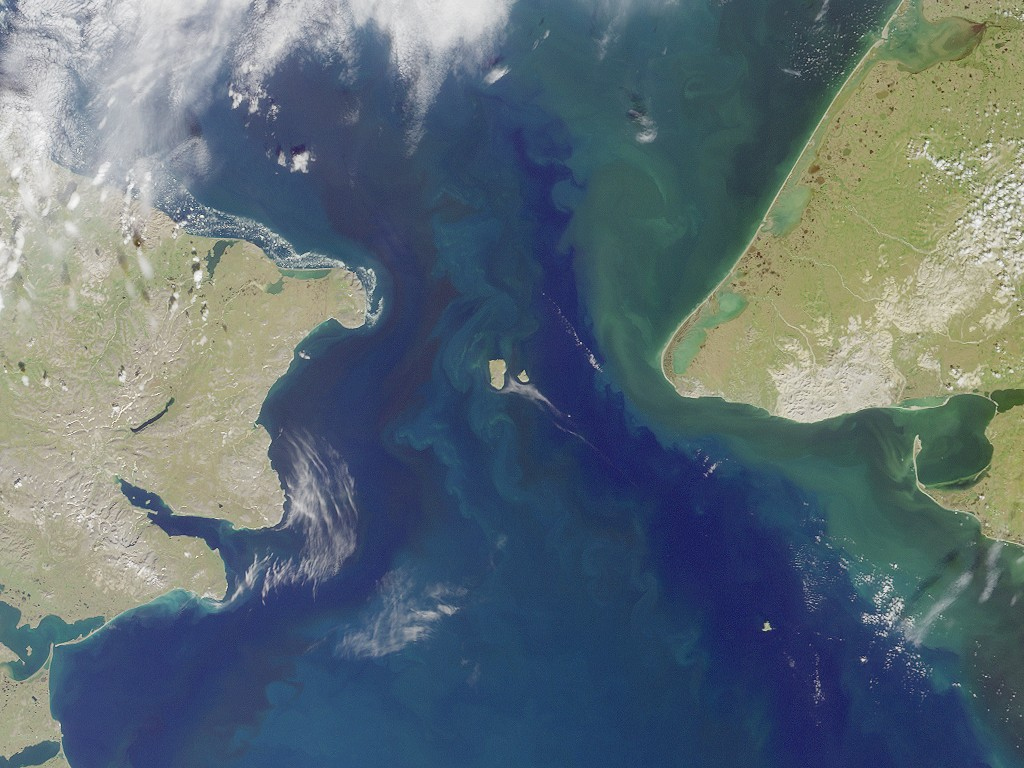
تصویربرداری ماهواره‌ای از تنگه برینگ
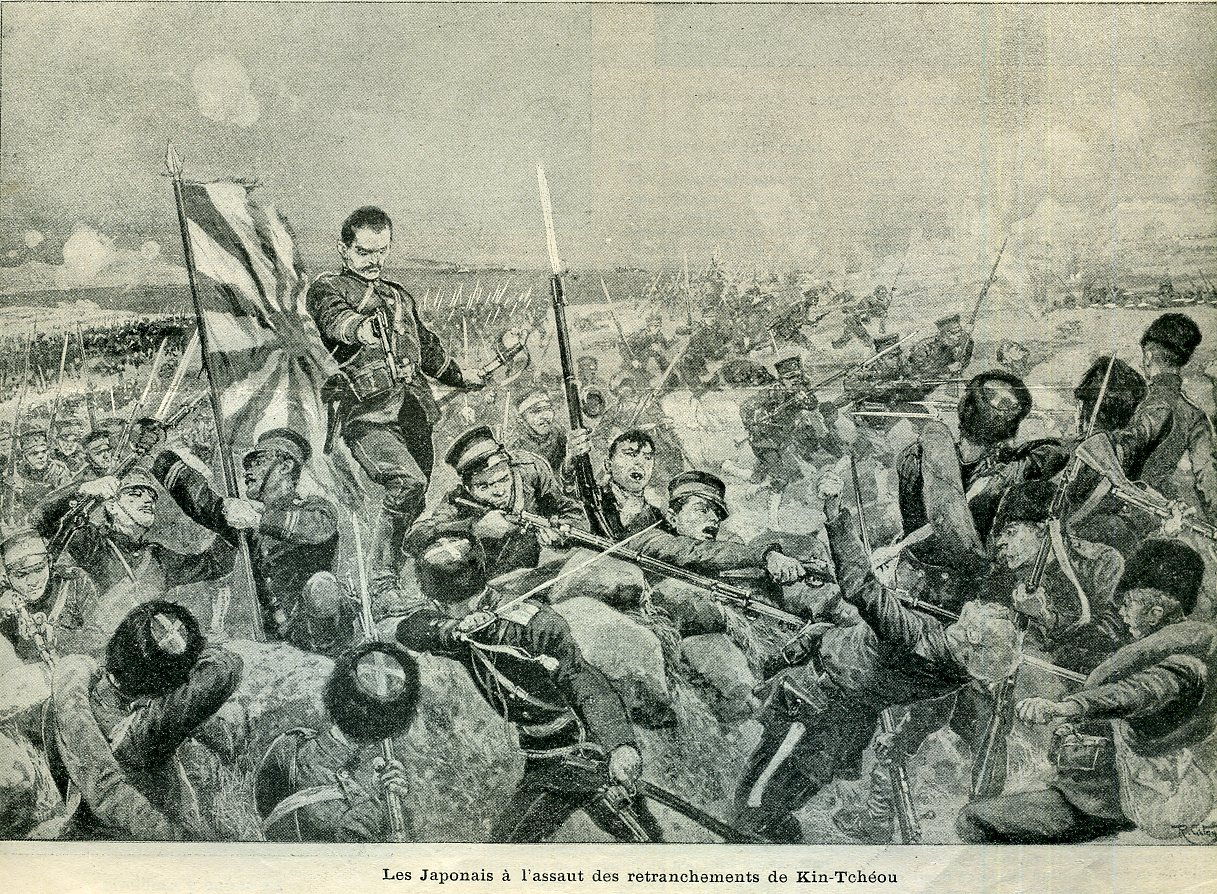
جنگ روسیه و ژاپن در شمال شرق آسیا